# Litusilvanae
Litusilvanae é um clado de aves proposto por Wu et al. (2024) que inclui Gruimorphae e Strisores